# Manuel Blanco Encalada

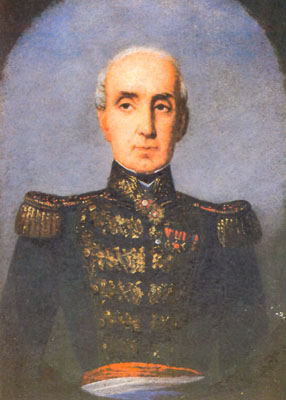
Manuel Blanco Encalada

Manuel Blanco Encalada (* 21. April 1790 in Buenos Aires; † 5. September 1876 in Santiago de Chile) war ein chilenischer Offizier und Politiker. Er amtierte 1826 übergangsweise als erster Präsident seines Landes.

## Leben
Blanco wurde in Buenos Aires als Sohn eines spanischen Vaters und einer chilenischen Mutter geboren. Nach dem Schulbesuch trat er 1805 in die Marineakademie von Cádiz in Spanien ein, die er 1807 als Leutnant verließ. 1808 nahm er an der Seeschlacht gegen die französische Marine Napoléon Bonapartes teil, die Cádiz belagerte.
Seine Sympathien galten allerdings den Unabhängigkeitsbewegungen in Lateinamerika; so ließ er sich nach Übersee versetzen, nutzte die Gelegenheit, als sein spanisches Kriegsschiff 1812 in Montevideo ankerte, heimlich an Land zu gehen und von dort nach Chile zu gelangen.
Hier beteiligte er sich am Unabhängigkeitskrieg Chiles. Als Hauptmann der Artillerie wurde er nach der Schlacht von Rancagua gefangen genommen und von den Spaniern zum Tode verurteilt, allerdings nicht wegen seiner Teilnahme am Krieg, sondern wegen seiner Desertion in Montevideo. Das Urteil wurde nicht vollstreckt, sondern in Verbannung auf die Juan-Fernández-Inseln umgewandelt, wo auch etliche andere chilenische Revolutionäre (wie Agustín Eyzaguirre) im Exil saßen. 1817, nach dem Sieg der Chilenen in der Schlacht von Chacabuco, konnten sie alle in die Heimat zurückkehren.
Blanco schloss sich wieder den chilenischen Truppen an, kämpfte in deren Reihen in den Schlachten von Cancha Rayada und Maipú und wurde im Juni 1818 zum Kommandierenden General und dem Befehlshaber der Flotte ernannt, ein Amt, das er vorübergehend an Lord Thomas Cochrane übergab, dann aber wieder übernahm, als Cochrane nach dem Rücktritt von Bernardo O’Higgins im Jahre 1823 das Land verlassen musste.
Als Kommandant der chilenischen Kriegsschiffe Galvarino und San Martín hatte er den Auftrag, Callao zu belagern. Als ihm der Proviant ausging, musste er die Blockade allerdings aufgeben. Ein Kriegsgericht sah darin eine schwere Pflichtverletzung und enthob ihn aller Ämter. Blanco ging daraufhin nach Peru, kämpfte dort im Befreiungskrieg und wurde wieder rehabilitiert.
1826 nahm er als Befehlshaber der Marine an den Kämpfen in Chiloé teil, als der General und Director Supremo Ramón Freire y Serrano die dort verschanzten Reste der spanisch-royalistischen Armee, der einstigen Kolonialmacht, besiegte. Im Machtkampf zwischen Freire und dem Kongress wurde Blanco vom Kongress – wohl ohne eigenes Zutun, da er bis dahin nie politischen Ehrgeiz gezeigt hatte – zum Außenminister und am 9. April 1826 zum Präsidenten der Republik berufen, als erster, der diesen Titel führen sollte. Am 9. September 1826 trat er wieder zurück und überließ das Amt Agustín Eyzaguirre, den er vorher zum Vize-Präsidenten berufen hatte.
1837 trat die perunaisch-bolivianische Konföderation mit Unterstützung des gestürzten liberal-föderativen Staatschefs Ramón Freire zum Krieg gegen die konservativ-zentralistische chilenische Regierung an. Manuel Blanco führte das Expeditionsheer Chiles gegen diese Armee. Der Marine-Offizier Blanco sah sich in feindlichem Land einer zahlenmäßigen Übermacht gegenüber, die durch Desertion und Krankheit in den eigenen Reihen verschärft wurde. Im November 1837 sah er sich in dieser Position gezwungen, den für Chile ungünstigen Vertrag von Paucarpata zu unterzeichnen, der von seiner Regierung allerdings nicht ratifiziert wurde. Vielmehr fand sich Blanco vor ein Militärgericht gestellt und erneut seines Amtes enthoben. An seiner statt übernahm Manuel Bulnes Prieto den Oberbefehl über das Expeditionsheer und erreichte mit der Belagerung von Yungay einen wesentlichen Sieg für Chile und seine Regierung.
Blanco aber ging nach Europa, wo er bis 1847 blieb, bevor er in Valparaíso das Amt des Bürgermeisters übernahm. Außerdem saß er ab 1849 im chilenischen Senat. 1866, im Alter von 76 Jahren, bot Blanco seine Dienste als beratender Marine-Offizier erneut an, als Chile, diesmal verbündet mit Peru, in einem Seekrieg mit Spanien lag. Im April 1866 verhandelte er den Vertrag über die Zusammenarbeit und vereinte die gemeinsamen Flotte von Peru und Chile an Bord der peruanischen Korvette La Unión.
Ende 1868 übernahm er ein letztes Kommando für Chile, diesmal rein zeremonieller Natur. Er führte die Abordnung des chilenischen Militärs, die den Leichnam des im Exil gestorbenen Befreiers Bernardo O’Higgins nach Chile zurückbringen sollte. Die peruanische Führung in Lima empfing ihn herzlich. Feierlich wurde der Sarg von O’Higgins unter der Eskorte mehrerer chilenischer Schiffe, aber auch begleitet von Schiffen aus Frankreich, England und den USA, vom peruanischen Apurimac nach Valparaíso transportiert.
Manuel Blanco starb 1876 im Alter von 86 Jahren.
Siehe auch: Geschichte Chiles